# Brian Benjamin

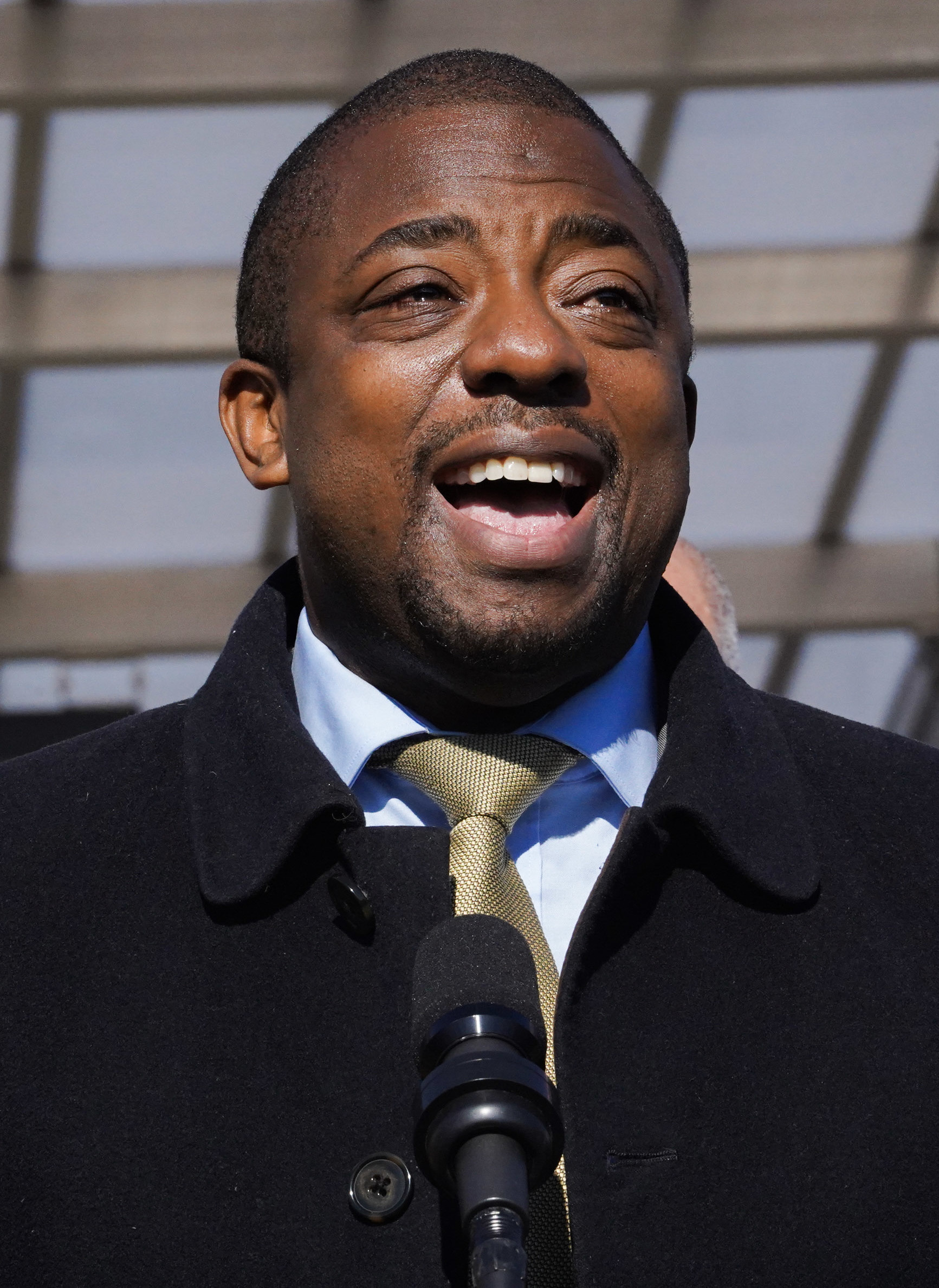
Brian Benjamin, 2021

Brian Benjamin (* 9. Dezember 1976 in New York City) ist ein US-amerikanischer Politiker der Demokratischen Partei. Er war von 2021 bis 2022 Vizegouverneur des Bundesstaats New York und von 2017 bis 2021 Mitglied des Staatssenats.

## Werdegang
Brian Benjamin stammt aus dem New Yorker Stadtteil Harlem, wo sich seine in Gewerkschaften aktive Eltern einen mittelständischen Lebensstandard erarbeiten konnten. Nach dem Besuch des College erwarb er einen Master of Business Administration. Nach seinem Abschluss war er unter anderem als Investment-Berater tätig, wo sich insbesondere für die Gründung von lokalen afroamerikanischen Betrieben einsetzte. 2010 wurde er Geschäftsführer einer darauf spezialisierten Beraterfirma.
Nachdem Benjamin bereits die Präsidentschaftskandidaturen von Barack Obama als Wahlhelfer unterstützt hatte, kandidierte er im Frühjahr 2017 für einen Sitz im Senat von New York. Das Mandat war freigeworden, nachdem der bisherige Staatssenator Bill Perkins in den Stadtrat gewechselt war. Benjamin setzte sich bei der Nachwahl für den Sitz durch und wurde am 5. Juni 2017 zum Staatssenator vereidigt. Sein Wahlbezirk umfasste zum Großteil Harlem. Als Parlamentarier engagierte er sich erklärtermaßen für eine Reform des Justizwesens und bezahlbaren Wohnraum.
Benjamin bewarb sich 2021 um das Amt des New York City Comptroller und erreicht bei der Wahl den vierten Rang.
Am 26. August 2021 stellte ihn die neue Gouverneurin von New York, Kathy Hochul, als neuen Vizegouverneur vor. Der Posten war frei geworden, nachdem Hochul auf den zurückgetretenen Gouverneur Andrew Cuomo gefolgt war. Frühere Gouverneure, die aus dem Amt des Stellvertreters aufrückten, hatten lange Zeit davon abgesehen, da die Verfassung des Bundesstaates – im Gegensatz zu anderen US-Staaten – dies nicht wortwörtlich vorsieht. Im Jahr 2009 hatte sich jedoch der damalige Gouverneur David Paterson, der selbst durch den Rücktritt seines Vorgängers Eliot Spitzer ins Amt kam, auf sein allgemeines Recht, Ämter der Exekutive besetzen zu können, berufen und Richard Ravitch zum Vizegouverneur bestellt. Patersons Entscheidung wurde gegen einige Widerstände von anderen Amtsträgern durch Gerichte bestätigt und schuf damit einen Präzedenzfall.
Nach seiner offiziellen Ernennung wurde erwartet, dass Benjamin an Hochuls Seite für eine komplette Amtszeit bei den Wahlen 2022 kandidieren würde. Seine Auswahl wurde von politischen Beobachtern als sinnvolle Ergänzung zur neuen Gouverneurin gesehen. Während Hochul eher dem moderaten Flügel der Demokraten zugerechnet wird, gehört Benjamin dem progressiven Flügel an. Zudem wurde ihm von Beobachtern zugetraut, zusätzliche Stimmen aus New York City und der afroamerikanischen Gemeinschaft einzubringen.
Am 12. April 2022 erhob der zuständige United States Attorney Anklage gegen Benjamin in fünf Punkten, u. a. wegen des Verdachts der Bestechlichkeit und Untreue im Amt während seiner Zeit als Staatssenator. Benjamin wurde vorgeworfen, einem Immobilienprojektentwickler zu einem vom Staat New York gewährten Zuschuss in Höhe von 50.000 US-Dollar verholfen zu haben. Ihm wurde vorgeworfen, den Zuschuss zugunsten einer Stiftung des Unternehmers aus Harlem beantragt zu haben. Als Gegenleistung sollte Benjamin von dem Unternehmer Wahlkampfspenden erhalten und vermittelt bekommen haben. Außerdem sollte Benjamin dem Immobilienunternehmer angeboten haben, für weitere Wahlkampfspenden an die Demokratische Fraktion im Senat von New York in Höhe von 15.000 US-Dollar eine Ausnahme von den Flächennutzungsplänen (Zoning Resolution für New York City) zugunsten des Immobilienunternehmers zu erwirken. Schließlich habe Benjamin Unterlagen gefälscht, um die Herkunft der Wahlkampfspenden zu verschleiern, und in der Folge bei seiner Bewerbung um das Amt des Vizegouverneurs falsche Angaben gemacht. Der Immobilienunternehmer war bereits im November 2021 festgenommen worden. Benjamin stellte sich am 12. April 2022 dem FBI, wurde dem zuständigen Bundesgericht vorgeführt und kam zunächst gegen Hinterlegung einer Sicherheitsleistung auf freien Fuß. Er trat am gleichen Tag vom Amt des Vizegouverneurs zurück und beendete seinen Wahlkampf für die Wahl 2022.
Bezüglich der wichtigsten Anklagepunkte wurde Benjamin im Dezember 2022 freigesprochen. Lediglich wegen des Verdachts der Unterlagenfälschung wurde danach weiter ermittelt. Der mitangeklagte und geständige Immobilienunternehmer starb im Februar 2024. Der Freispruch wurde 2024 vom Appellationsgericht aufgehoben, wogegen Benjamin vor dem Oberster Gerichtshof der Vereinigten Staaten Widerspruch einlegen ließ, der sich aber im Dezember 2024 für nicht zuständig erklärte. Die Staatsanwaltschaft zog ihre Anklage im Januar 2025 zurück.

## Persönliches
Benjamin ist verheiratet und hat eine Tochter. Er gehört der Baptistischen Kirche an.